# بيدرو أكينو سانشيز
بيدرو أكينو سانشيز (بالإسبانية: Pedro Aquino Sánchez) (و. 1995  م) هو لاعب كرة قدم، من بيرو، ولد في ليما، يلعب كلاعب وسط.

## مسيرته الكروية
لعب بيدرو أكينو سانشيز خلال مسيرته الاحترافية مع 3 أندية في ثمانية مواسم وسجل خلالها 4 أهداف ضمن 128 مباراة. ولم يفز بأي موسم بالكأس وفاز في موسمين بالدوري.
خاض بيدرو أكينو سانشيز مسيرته مع نادي سبورتينغ كريستال في موسم 2013 ليلعب معه خمسة مواسم، مشاركًا في 70 مباراة سجل خلالها هدفين. ثم انتقل إلى لوبوس لجامعة بينيمريتا ‏ في موسم 2017–18 لمدة موسم واحد، حيث شارك في 28 مباراة ولم يسجل أي هدف. لينتقل بعدها إلى نادي كلوب ليون في موسم 2018–19 ولمدة موسمين، مشاركًا في 30 مباراة سجل خلالها هدفين.

## روابط خارجية
- بيدرو أكينو سانشيز على موقع قاعدة بيانات كرة القدم.إي يو (الإنجليزية)
- بيدرو أكينو سانشيز على موقع ناشيونال فوتبول تيمز (الإنجليزية)
- بيدرو أكينو سانشيز على موقع Soccerway.com (الإنجليزية)
- بيدرو أكينو سانشيز على موقع عالم كرة القدم.نت (الإنجليزية)
- بيدرو أكينو سانشيز على موقع AS.com (الإسبانية)